# Ефремкинский сельсовет (Башкортостан)
Ефремкинский сельсовет — муниципальное образование в Кармаскалинском районе Башкортостана.
Административный центр — село Ефремкино.

## История
Согласно «Закону о границах, статусе и административных центрах муниципальных образований в Республике Башкортостан» имеет статус сельского поселения.

## Население
| 2002  | 2009  | 2010  | 2012  | 2013  | 2014  | 2016  |
| ----- | ----- | ----- | ----- | ----- | ----- | ----- |
| 2478  | ↘2251 | ↗2287 | ↘2239 | ↘2181 | ↘2118 | ↘2062 |
| 2017  | 2018  |       |       |       |       |       |
| ↘2050 | ↘2008 |       |       |       |       |       |

## Состав сельского поселения
| №  | Населённый пункт | Тип населённого пункта       | Население |
| -- | ---------------- | ---------------------------- | --------- |
| 1  | Ефремкино        | село, административный центр | ↘889      |
| 2  | Алайгирово       | деревня                      | ↗468      |
| 3  | Антоновка        | деревня                      | →238      |
| 4  | Дмитриевка       | деревня                      | ↘205      |
| 5  | Матросовка       | деревня                      | ↘168      |
| 6  | Куллярово        | деревня                      | ↗148      |
| 7  | Мурсяково        | деревня                      | ↗77       |
| 8  | Бочкарёвка       | деревня                      | ↗31       |
| 9  | Георгиевка       | деревня                      | ↗27       |
| 10 | Новоказанка      | деревня                      | ↗19       |
| 11 | Никифоровка      | деревня                      | ↗17       |

## Исполнительная власть
Администрация сельского поселения Ефремкинский сельсовет: Россия, Башкортостан, 453023, Кармаскалинский район,  с. Ефремкино, ул. Ленина, 18.

## Известные уроженцы
- Васильев, Григорий Семенович (22 сентября 1897 — 28 января 1943) — Герой Советского Союза, участник гражданской войны, боёв  у озера Хасан и р. Халхин-Гол с японцами и Великой Отечественной войны, подполковник, командир 605-го стрелкового полка.